# U-Multirank
U-Multirank ist eine von der Europäischen Kommission initiierte internationale, unabhängige und web-basierte Initiative zur Bewertung von Fachhochschulen und Universitäten. Ziel des Projekts ist es, Transparenz über die hohe Diversität von Hochschulen im tertiären Bildungsbereich zu schaffen. Damit soll Studierenden, Eltern sowie Hochschulen selbst ein differenzierter Vergleich zwischen den Bildungseinrichtungen und ihren Profilen ermöglicht werden. Mit der Bewertung von mehr als 1700 Hochschulen aus über 90 Ländern gehört U-Multirank weltweit zu den umfangreichsten und detailliertesten Evaluationsprogrammen für Hochschulen.

## Funktionsweise
Bei U-Multirank handelt es sich nicht um ein klassisches Hochschulranking mit eindimensionaler Reihenfolge, sondern um eine Einordnung der teilnehmenden Hochschulen in Leistungsprofile nach dem Vorbild des CHE-Hochschulrankings. Diese Profile werden auf der Webseite von U-Multirank veröffentlicht. Dabei werden die Leistungen der Hochschulen anhand von fünf Dimensionen der Hochschultätigkeit verglichen. Diese sind (1) Lehre und Lernen, (2) Forschung, (3) Wissenstransfer, (4) internationale Ausrichtung und (5) regionales Engagement. Die Bewertung basiert auf empirischen Daten.
Das Hauptunterscheidungsmerkmal von U-Multirank zu anderen Hochschulrankings ist seine Funktionsweise. Durch eine Vielzahl an Indikatoren und Filtern, die von den Nutzern ausgewählt werden können, kann über das Web-Tool ein eigenes personalisiertes Ranking entwickelt werden. Die erstellten Rankings sind dabei immer unter Berücksichtigung der ausgewählten Kriterien zu betrachten.

## Geschichte
Basierend auf den Ergebnissen einer Machbarkeitsstudie, die in den Jahren 2010/11 an 150 Universitäten durchgeführt wurde, beschloss die Europäische Kommission, die Implementierung von U-Multirank über das Erasmus-Programm zu finanzieren. 2014 erschien die erste Auswertung von U-Multirank, die mehr als 850 Hochschuleinrichtungen aus mehr als 70 Ländern umfasste. Sie ermöglichte sowohl ein Ranking der Hochschulen als ganzheitliche Institutionen sowie auf Ebene der spezifischen Studienrichtungen. Für letztere wurden zunächst die Bereiche Elektrotechnik, Maschinenbau, Betriebswirtschaft und Physik abgedeckt. Danach wurde die Abdeckung der Institutionen und Fachgebiete jedes Jahr erweitert. Inzwischen nehmen mehr als 1700 Universitäten aus 96 Ländern teil (Stand: 2019). Dabei wurden über 100.000 Studierende befragt.

## Organisation
Verantwortet wird die Initiative von einem Konsortium unter der Leitung von Frans van Vught der Universität Twente in den Niederlanden und Frank Ziegele vom Centrum für Hochschulentwicklung (CHE) in Deutschland. U-Multirank wird von der Europäischen Kommission, der Bertelsmann Stiftung und der Banco Santander finanziert. Das Konsortium arbeitet außerdem eng mit einer Reihe von nationalen Ranking-Partnern und Stakeholder-Organisationen zusammen.